# Iva Slišković
Iva Slišković (Zagreb, 4. rujna 1984.) hrvatska košarkašica članica Hrvatske košarkaške reprezentacije, igra na poziciji centra. Članica je francuskog Landesa.

## Karijera
Iva je karijeru počela u zagrebačkoj Dubravi. Profesionalnu karijeru započela je 2000. godine u ŽKK Croatia Zagreb, 2005. i 2007. igra u Sjevernoj Karolini, 2007. i 2008. u Mađarskoj za MKB EuroLeasing Sopron, 2008. prelazi u španjolski Real Club Celta Vigo za koji i sada igra.
2008. je bila u skupini igračica koje je pozvao izbornik Nenad Amanović na pripreme za EP 2009.